# Руска-Воля
Руска-Воля (словац. Ruská Voľa) — село и одноимённая община в округе Вранов-над-Топлёу Прешовского края Словакии.

## История
Впервые упоминается в 1357 году.
В селе есть греко-католическая церковь Покрова Пресвятой Богородицы с 1795 года, перестроена в 1858 году.

## Население
| Год:                | 1994 | 2004    | 2014    | 2024    |
| ------------------- | ---- | ------- | ------- | ------- |
| Количество человек: | 81   | 76      | 82      | 90      |
| Разница:            |      | −6,17 % | +7,89 % | +9,75 % |

Национальный состав населения (по данным последней переписи населения 2001года):
- словаки — 80,65%
- цыгане — 12,90%
- русины — 3,23%
- украинцы — 2,15%
- чехи — 1,08%

Состав населения по принадлежности к религии состоянию на 2001 год:
- греко-католики — 63,44%,
- римо-католики — 29,03%,
- православные — 4,30%,
- не считают себя верующими или не принадлежат к одной вышеупомянутой церкви - 3,23%